# Kabeliai
Kabeliai är en ort i Litauen. Den ligger i den södra delen av landet, 100 km sydväst om huvudstaden Vilnius. Kabeliai ligger 120 meter över havet och antalet invånare är 229.
Terrängen runt Kabeliai är mycket platt. Runt Kabeliai är det glesbefolkat, med 13 invånare per kvadratkilometer. Närmaste större samhälle är Marcinkonys, 14,0 km norr om Kabeliai. I omgivningarna runt Kabeliai växer i huvudsak blandskog.